# هارون كولينز
هارون كولينز (بالإنجليزية: Aaron Collins)‏ هو كاتب أغاني أمريكي، ولد في 3 سبتمبر 1930، وتوفي في 27 مارس 1997.

## وصلات خارجية
- هارون كولينز على موقع ميوزك برينز (الإنجليزية)
- هارون كولينز على موقع أول ميوزيك (الإنجليزية)
- هارون كولينز على موقع ديسكوغز (الإنجليزية)